# Понятовски мост
Мост „Княз Юзеф Понятовски“ или Понятовски мост (на полски: Most księcia Józefa Poniatowskiego или Most Poniatowskiego) е мостово съоръжение във Варшава, Полша.
Първоначално построен между 1904 и 1914 г., мостът е разрушен по време на световните войни, но винаги е възстановяван над Висла, свързвайки кварталите Повѝшле и Прага. Виадуктът му е продължение на булевард Алѐе Йерозолѝмске. 

## История и съвремие
Стоманен и с дължина от 506 m, мостът е проектиран с осем отвора от Стефан Шилер. Строежът е извършен от компаниите Рудзки и Ко. и Фабрика Брони. Екстравагантният проект среща неодобрението на варшавския кмет и на писателя Болеслав Прус, но на 6 януари 1914 г. е открит за експлоатация от руския генерал-губернатор Георгий Скалон под името  „Мост на нашия Милостив Господар Цар Николай II“.  Построен е като „Третия мост“ (на полски: trzeci most) в града и така дълго е наричан от варшавяни. С възстановяването на независимостта на Полша през 1918 г., мостът е преименуван на Юзеф Понятовски и започва да бъде наричан „Понято̀шчак“ (на полски: Poniatoszczak) и до днес.
По време на Първата световна война през 1915 г. отстъпващата руска армия взривява четири от сводовете на моста за да забави преследващите ги германци. След войната Понятовският мост е издигнат отново за пет години, като става свидетел на Майския преврат и на срещата на полския президент Станислав Войчеховски и предводителя на преврата Йозеф Пилсудски. През Втората световна война мостът отново е разрушен от войските на Третия Райх по време на Варшавското въстание (13 септември 1944), този път напълно, като само долните кейове оцеляват.
След края на войната Понятовският мост е възстановен несполучливо само с дървена конструкция, като в следващите години постепенно е реконструиран, но никога не възстановява предвоенната си помпозност, включвала декорации в стил полски ренесанс, ръкотворни балюстради и каменни пейки.
Между 1963 и 1966 г. мостът е разширен и е добавено трамвайно трасе, а мостът е свързан посредством пътен възел с високоскоростния път Вислострада. По време на ремонтни работи през 1985 – 1990 г. е добавен временен мост в съседство, който през 2000 г. е преустроен и открит под името Швентокшиски мост.
През 2004 г. е започнат нов етап в реконструкцията и модернизацията на моста, включващ нови кули и ново железопътно трасе.

## Галерия
- Виадукт и малки кули от север, 1914
- Виадукт и малки кули от юг, 1914
- Изглед откъм реката
- Първото разрушение, 1914.
- Реконструкции през 1915
- Маршал Пилсудски на Понятовския мост, 1926.
- През нощта.
- Понятовския мост днес